# 1994 VB7
1994 VB7 är en asteroid i huvudbältet som upptäcktes den 11 november 1994 av de båda japanska astronomerna Masanori Hirasawa och Shohei Suzuki vid Nyukasa-observatoriet.
Asteroiden har en diameter på ungefär 3 kilometer.